# Heroldsbach
Heroldsbach – miejscowość i gmina w Niemczech, w kraju związkowym Bawaria, w rejencji Górna Frankonia, w regionie Oberfranken-West, w powiecie Forchheim. Leży przy drodze B470 i linii kolejowej Forchheim – Höchstadt an der Aisch.
Gmina położona jest 6 km na południowy zachód od Forchheimu, 11 km na północ od Erlangen i 27 km na północny zachód od Norymbergi.

## Dzielnice
W skład gminy wchodzą następujące dzielnice:
- Heroldsbach
- Thurn
- Oesdorf
- Poppendorf

## Polityka
Wójtem jest Richard Gügel. Rada gminy składa się z 17 członków:

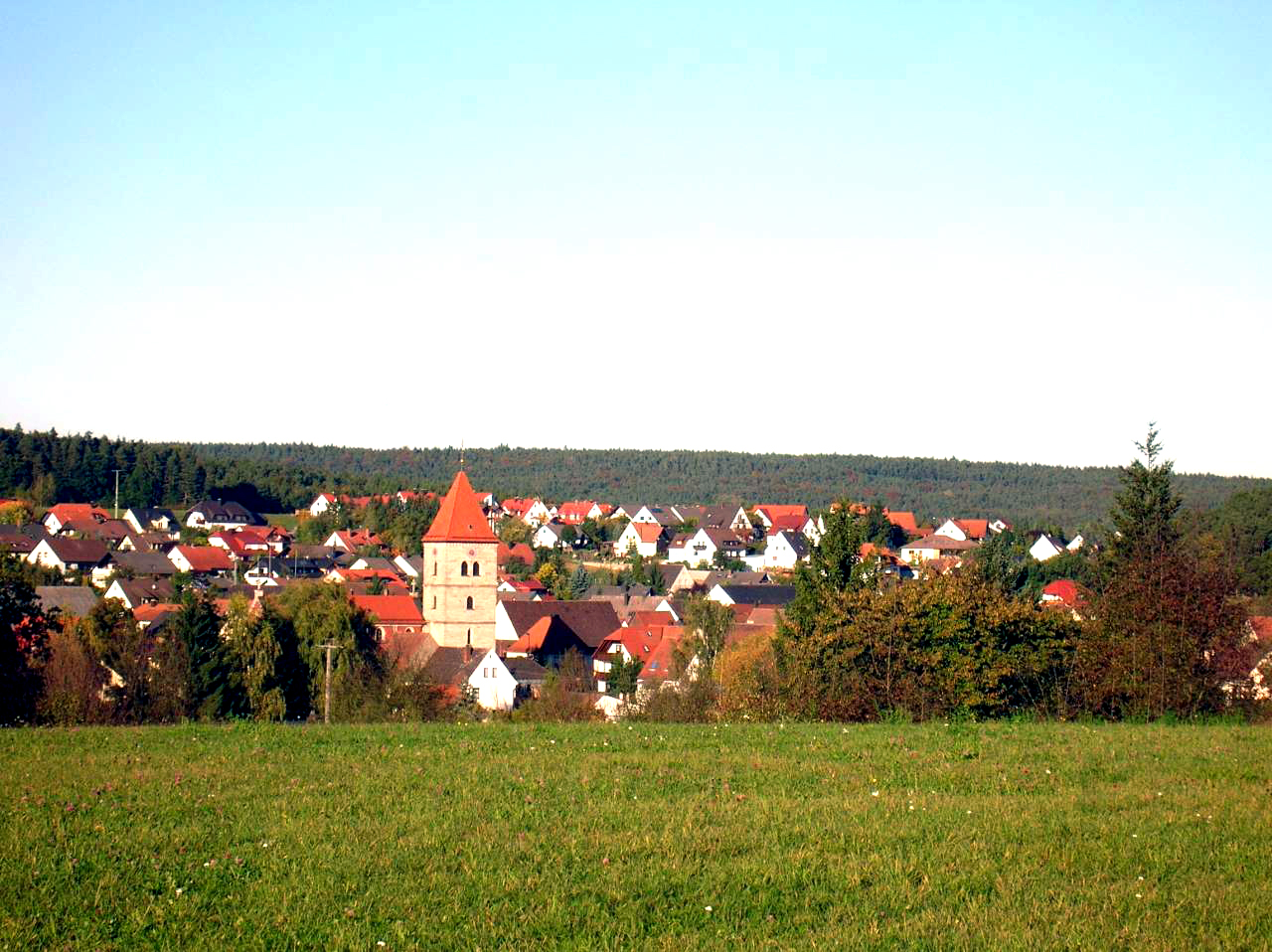
Heroldsbach

|      | CSU | SPD | WG Heroldsbach-Thurn | Unabhängige Bürger | FW Oesdorf | Junge Bürger | FW Poppendorf | Razem     |
| 2002 | 4   | 3   | 5                    | 1                  | 2          | 1            | 1             | 17 miejsc |